# Конгресс США
Конгре́сс США (англ. United States Congress) — законодательный орган, один из трёх высших федеральных органов государственной власти США.
Полномочия определены Конституцией США. Конгресс является двухпалатным, состоит из Сената и Палаты представителей. Заседает в Капитолии Вашингтона. Согласно статье 1 разделу 4 Конституции США Конгресс собирается не реже одного раза в год, и его сессии начинаются в первый понедельник декабря. Последнее положение было изменено в 1933 году принятием 20-й поправки, которая определила начало сессии 3 января в полдень. Сенаторы и конгрессмены избираются через прямые выборы, хотя вакантные места в Сенате могут замещаться с мест по прямому назначению губернаторов (но только на временной основе, до очередных выборов). Всего Конгресс насчитывает 535 членов с правом голоса: 100 сенаторов (по 2 от каждого штата) с 6-летним сроком полномочий, 435 конгрессменов (избираемых по мажоритарной системе (один от каждого избирательного округа пропорционально численности населения)) плюс ещё 6 членов без права голоса, представляющие не имеющие статус штата территории США, с 2-летним сроком полномочий. Вице-президент США, председательствующий в Сенате, имеет право голоса, лишь когда голоса по тому или иному вопросу разделяются поровну. Выборы в Конгресс (как в Сенат, так и в Палату представителей) проходят в соответствии с двухлетним циклом (раз в 2 года происходит полное обновление состава Палаты представителей и около 1/3 состава Сената) каждый чётный год в единый День выборов («во вторник, следующий после первого понедельника ноября»).
Цензовые ограничения на пассивное избирательное право в Конгресс для каждой из его палат установлены Конституцией США (статья I) в качестве тройного ценза: возрастного (25 лет для конгрессменов, 30 лет для сенаторов), гражданского (быть гражданином США в течение 7 лет для кандидата в конгрессмены или 9 лет для кандидата в сенаторы) и оседлости (проживать в том штате, который депутат представляет). Не предусмотрено ограничения на количество сроков, на которые может быть избран депутат.
Конгресс был создан Конституцией США и впервые собрался на заседание в 1789 г. В качестве союзного парламента США он заменил собой Конгресс Конфедерации. С XIX века члены Конгресса обычно принадлежат к одной из двух крупнейших политических партий страны — Демократической или Республиканской. Принадлежность к иной партии или беспартийность является заметным исключением в рядах Конгресса. Принадлежность к партии не предусмотрена официальным законом и по факту является политической традицией. По итогам голосования 1 апреля 2025 года большинство составляют представители республиканской партии - 220 мест, тогда как представители демократической партии занимают 213 мест, а два места в палате остались вакантными до следующих выборов в 2026 году.

## Общие сведения: сущность американского парламента
Статья I, раздел 1 Конституции США 1787 года гласит: «Все законодательные полномочия, настоящим установленные, принадлежат Конгрессу Соединённых Штатов, который состоит из Сената и Палаты представителей». Палата представителей и Сенат — равноправные партнёры в законодательном процессе. Участие и согласие обеих палат необходимы для его успешной работы. Конституция наделяет каждую палату особыми, уникальными полномочиями. Так, если Сенат ратифицирует международные договоры и соглашения и утверждает назначения Президентом должностных лиц исполнительной власти, то Палата представителей инициирует рассмотрение законов, связанных с поступлением государственных доходов.
Палата представителей инициирует рассмотрение импичмента должностному лицу, Сенат — выносит решение по нему. Для того, чтобы отрешить любое должностное лицо (вплоть до Президента США) от должности, Сенату необходимо набрать 2/3 голосов при голосовании за импичмент.
Конгрессом также в Америке традиционно обозначают конкретный срок полномочий палат одного созыва. Такой срок составляет 2 года: так, 117-й Конгресс начал работу 3 января 2021 года и завершил её 3 января 2023 года. Со времени принятия Двадцатой поправки к Конституции 23 января 1933 г. полномочия Конгресса начинаются и истекают в полдень 3 января в каждый нечётный год по порядку. Традиционно депутаты Сената именуются сенаторами, депутаты Палаты представителей — представителями, конгрессменами или конгрессвумен.
Учёный, исследователь и бывший конгрессмен от Демократической партии Ли Гамильтон считает, что «исторической миссией Конгресса было отстаивать свободу», он почитает его «движущей силой американского правительства» и «очевидно устойчивым институтом». С точки зрения подобного рода исследователей, Конгресс — «сердце и душа американской демократии», хотя законодатели редко достигают такого уровня признания или престижа, какой выпадает на долю президентов или судей Верховного суда. Кто-то из исследователей назвал конгрессменов «призраками американского исторического воображения». Многие отмечают активную роль Конгресса в определении правительственной политики и его необычайную чувствительность к общественному мнению. Вот, как описывают Конгресс Смит, Робертс и Вьелен:

Конгресс является отражением всех наших сильных и слабых сторон. Он отражает нашу региональную идиосинкразию, наши этнические, религиозные и расовые различия, особенности системы разделения труда, наконец, все оттенки общественного мнения на все — от цены войны до войны за ценности. Конгресс является наиболее представительным правительственным органом… В сущности, Конгресс предназначен для того, чтобы примирять друг с другом всю многочисленность наших точек зрения на наиболее существенные проблемы современной публичной политики.— 
Конгресс подвержен процессам постоянного изменения. В настоящее время в Палате представителей доминируют представители Американского Юга и Запада, что соответствует демографическим изменениям в стране в сторону повышения доли женщин и меньшинств (соответственно, и в Палате представителей становится больше женщин и меньшинств). В то время, как баланс среди различных частей правительства продолжает меняться, внутреннюю структуру Конгресса невозможно до конца понять вне его взаимодействия с так называемыми «институтами-посредниками» — политическими партиями, гражданскими объединениями, группами интересов и СМИ. По итогам голосования 1 апреля 2025 года большинство составляют представители республиканской партии - 220 мест, тогда как представители демократической партии занимают 213 мест, а два места в палате остались вакантными до следующих выборов в 2026 году.
Конгресс США выполняет две различные, но перекрывающие друг друга функции: местное представительство на федеральном уровне посредством избираемых по избирательным округам Конгресса представителей и общее представительство штатов как субъектов федерации на федеральном уровне посредством сенаторов.
Исторические архивы Палаты представителей и Сената хранятся в Центре законодательных архивов (Center for Legislative Archives), входящем в структуру Национального управления архивов и документации.
Конгресс напрямую управляет столичным округом Колумбия — местопребыванием органов федеральной власти США. При этом сами жители столичного округа не избирают членов Конгресса, а лишь имеют неголосущего делегата в Палате представителей.

## Структура
- Палата представителей насчитывает 435 участвующих в голосовании членов и 6 не участвующих, каждый из которых представляет свой избирательный округ и переизбирается раз в два года. Места в палате представителей распределяются среди штатов на основе численности населения. Данным порядком выборов в США реализуется принцип народовластия[10].
- Сенат состоит из 100 членов, работающих шестилетний срок. Каждый штат имеет двух сенаторов, независимо от населения. Так реализуется принцип независимости штатов[10]. Раз в два года примерно одна треть Сената переизбирается в порядке ротации. Ротация построена таким образом, чтобы в течение любого шестилетнего цикла сенаторы от каждого штата переизбирались дважды: по разу на каждую из двух позиций от штата.

## Комплектование

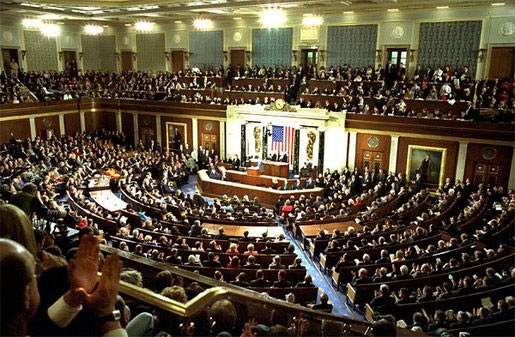
Объединённая сессия Конгресса в Палате Представителей 28 января 2003 года

Обе палаты избираются путём прямых выборов. До принятия 17-й поправки к конституции США в 1913 году Сенат избирался двухступенчатыми выборами: сначала граждане избирали законодательные собрания штатов, затем эти собрания избирали сенаторов.
К кандидатам в депутаты Палаты представителей предъявляются следующие требования: достижение 25-летнего возраста; иметь гражданство США; на момент выборов не менее семи лет быть жителем штата, от которого депутат избирается. Палата представителей избирает своего Спикера и других должностных лиц. К кандидатам в сенаторы требования немного жёстче: достижение 30-летнего возраста; иметь гражданство США; на момент выборов не менее девяти лет быть жителем штата, от
которого депутат избирается.
Члены Конгресса избираются по мажоритарной системе, процедуру регламентирует законодательство конкретного штата. Обычно выборы проходят в один тур с применением принципа относительного большинства, но иногда (например, в Луизиане и Джорджии) для победы необходимо получить абсолютное большинство голосов, что изредка приводит к проведению второго тура выборов.
С 1904 года и до середины 1950-х годов каждому новому члену Конгресса вручалась Библия Джефферсона, изданная Управлением правительственной печати по заказу Конгресса. Эта традиция была возобновлена в 1997 году частной организацией, а издателем выступила компания American Book Distributors (подразделение издательства Libertarian Press).

## Полномочия
Согласно Конституции США, Конгресс имеет следующие полномочия:
- устанавливать и взимать налоги, сборы, пошлины и акцизы, для того чтобы выплачивать долги, обеспечивать совместную оборону и всеобщее благоденствие Соединённых Штатов; причём все сборы, пошлины и акцизы должны быть единообразны повсеместно в Соединённых Штатах;
- занимать деньги в кредит Соединённых Штатов;
- регулировать торговлю с иностранными государствами, между отдельными штатами и с индейскими племенами;
- устанавливать повсеместно в Соединённых Штатах единообразные правила натурализации и принимать единообразные законы по вопросу о банкротствах;
- чеканить монету, регулировать ценность оной и ценность иностранной монеты, устанавливать единицы весов и мер;
- предусматривать меры наказания за подделку ценных бумаг и находящейся в обращении монеты Соединённых Штатов;
- создавать почтовые службы и почтовые пути;
- содействовать развитию науки и полезных ремёсел, закрепляя на определённый срок за авторами и изобретателями исключительные права на их сочинения и открытия;
- учреждать суды, нижестоящие по отношению к Верховному суду;
- определять и карать акты пиратства, тяжкие преступления, совершаемые в открытом море, и преступления против права наций;
- объявлять войну, выдавать свидетельства на каперство и санкции и устанавливать правила относительно захватов трофеев на суше и на воде;
- формировать и обеспечивать армии, но ассигнования на эти цели не должны выделяться более чем на двухлетний срок;
- создавать и содержать военно-морской флот;
- издавать правила по организации сухопутных и морских сил и управлению ими;
- предусматривать меры по призыву полиции для обеспечения исполнения законов Союза, подавления мятежей и отражения вторжений;
- предусматривать меры по организации, вооружению и обучению полиции и руководству той её частью, которая может быть использована на службе Соединённых Штатов, сохраняя за штатами право назначения должностных лиц и организации подготовки полиции в соответствии с требованиями, предписанными Конгрессом;
- осуществлять во всех случаях исключительные законодательные полномочия в отношении округа (не больше квадрата со стороной десять миль), каковой, будучи уступлен отдельными штатами и принят Конгрессом, станет местом пребывания правительства Соединённых Штатов; осуществлять подобную власть в отношении всех земель, приобретённых с согласия законодательного собрания штата, в котором эти земли находятся, для возведения фортов, постройки складов, арсеналов, верфей и других потребных сооружений;
- издавать все законы, каковые будут необходимы и уместны для приведения в действие вышеперечисленных полномочий и всех других полномочий, предоставленных настоящей Конституцией правительству Соединённых Штатов или какому-либо департаменту или должностному лицу оного.

Также Конституцией предусмотрены право импичмента для Палаты представителей, а Сенат имеет право разбирать дело об импичменте по существу. Конгресс за всю историю четыре раза воспользовался правом импичмента, но ни одно дело об импичменте так и не дошло до конца.

## Законодательный процесс
Принятие законопроекта в Конгрессе происходит следующим образом: законопроект поступает в Палату представителей, та большинством голосов его принимает, такая же процедура проходит в Сенате. Затем законопроект направляется президенту США, который в течение 10 дней либо должен его подписать, либо применить своё право вето. Здесь чётко прослеживается система сдерживания и противовесов между ветвями власти. Если президент применил вето, то законопроект возвращается в Палату представителей, и теперь для дальнейшего его продвижения уже нужно две трети голосов всех представителей. Когда законопроект получает нужное количество голосов, он отправляется в Сенат, где эта процедура повторяется. Если удаётся набрать две трети голосов депутатов в каждой палате, законопроект получает статус федерального закона и без подписи президента.

## История
На территории современных США первый представительный орган появился в 1619 году в Виргинии. Это была Генеральная Ассамблея (с англ. — «The House of Burgesses»).
Прототипом Конгресса был созванный в 1774 году в Филадельфии «Первый континентальный конгресс». Но парламентом данный орган считать нельзя, потому что это был в сущности съезд представителей независимых штатов. Второй континентальный конгресс, созванный в 1776 году, принял «Декларацию независимости» 4 июля, также он принял резолюцию о том, чтобы был подготовлен план создания конфедерации штатов. Этот план вылился в создание Статей Конфедерации, окончательно ратифицированных штатами в 1781 году. Статьи Конфедерации предусматривали создание Конгресса представителей от штатов. Однако Конгресс не был сильным политическим институтом наделённым властью, так как не было создано механизма принуждения штатов, исполнять его решения, а также в наиболее важных сферах деятельности Конгресс мог действовать только с согласия 9 из 13 штатов.

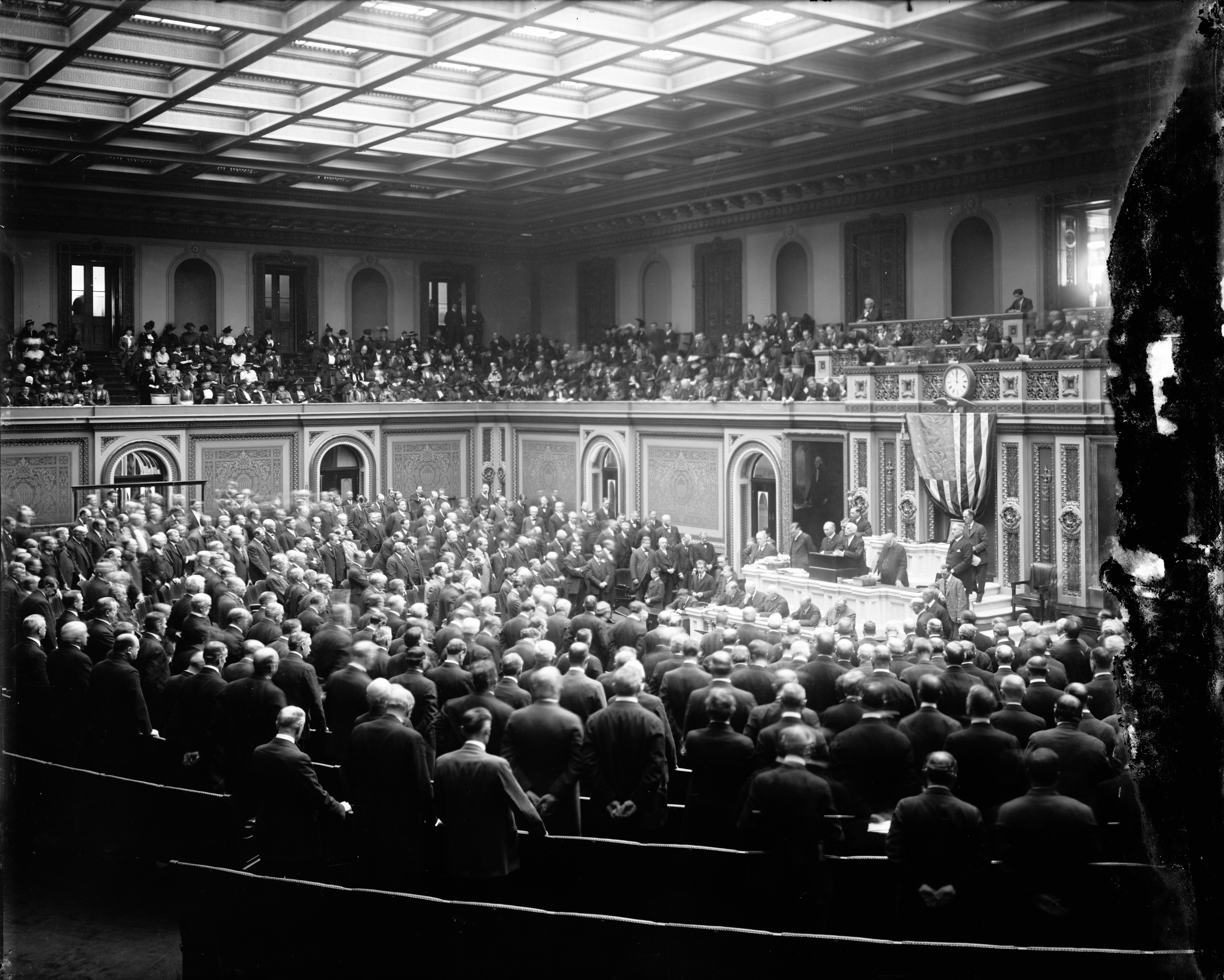
Конгресс США. около 1915 года

После войны за независимость в Филадельфии в 1787 году собрался Конституционный конвент, который разработал Конституцию США и модель нового американского Конгресса. На Конституционном конвенте делегатам было ясно, что стране необходимо сильное национальное правительство, и именно вопрос: насколько сильным это правительство должно быть, был главным на этом собрании. Делегаты разделились на два лагеря: на «федералистов», выступающих за сильное правительство и «антифедералистов», выступавших за права штатов. Взгляды федералистов доминировали на Конституционном конвенте, однако предстояло достичь компромисса с антифедералистами, что и было сделано. Так конвент разработал Конституцию, которая была ратифицирована, и новый Конгресс начал работать 4 марта 1789 года. Но в то же время, новый Конгресс был во многом основан на Статьях Конфедерации.
На Конституционном конвенте делегаты решали, какими полномочиями следует наделить Конгресс. Делегаты штата Вирджиния предложили наделить Конгресс законодательными полномочиями во всех случаях, когда отдельные штаты на то неправомочны. Другие делегаты возражали этой норме, считая, что Конгресс, таким образом, получит слишком большую власть. В итоге, было решено наделить Конгресс полномочиями, которые дадут ему возможность исполнять свои обязанности, а остальные полномочия передавались властям Штатов. Такой принцип разделения полномочий называется дуалистический федерализм.
В 1800 году Конгресс переехал в здание Капитолия в Вашингтоне.

## Комитеты и комиссии Конгресса
Существуют комитеты и комиссии каждой из палат Конгресса.
Одновременно действует четыре постоянных совместных комитета:
- Объединённый издательский комитет (англ. United States Congress Joint Committee on Printing);
- Объединённый комитет по Библиотеке Конгресса (англ. United States Congress Joint Committee on the Library);
- Объединённый комитет по налогообложению (англ. United States Congress Joint Committee on Taxation);
- Объединённый экономический комитет (англ. United States Congress Joint Economic Committee).

Также каждые четыре года для проведения инаугурации Президента США создаётся Объединённый комитет Конгресса США по церемонии инаугурации.

## Службы Конгресса
- Бюджетная служба Конгресса
- Библиотека Конгресса
  - Управление по защите интеллектуальных прав собственности в США
- Управление общего учёта
  - Главный ревизор США
- Типография Правительства США
- Архитектор Капитолия
  - Ботанический сад США
- Управление по соответствию (англ. United States Congress Office of Compliance)